# Charles Howard, 11:e hertig av Norfolk
Charles Howard, 11:e hertig av Norfolk, född den 15 mars 1746, död den 16 december 1815, var en engelsk ädling, son till Charles Howard, 10:e hertig av Norfolk.
Redan i unga år blev han känd inom whigpartiet som en ivrig opponent till Georg III av Englands styre, under namnet earlen av Surrey. Han efterträdde sin far som hertig och Earl Marshal av England 1786. Med åren kom han att lägga mycket av sin förmögenhet på iståndsättandet av familjegodset Arundel Castle.
Han gifte sig två gånger, 1767 med Marion Coppinger, som dog i barnsäng ett år senare. Han gifte om sig 1771 med Frances Scudamore, som snart blev mentalsjuk och hölls inspärrad till sin död 1820. Efter detta levde han med flera älskarinnor och fick fem illegitima barn med en av dem, Mary Ann Gibbon.
Då han inte hade några legitima barn, ärvdes hertigtiteln vid hans död 1815 av hans kusin Bernard Howard, 12:e hertig av Norfolk.